# ラーセ・ノーマン・ハンセン
ラーセ・ノーマン・ハンセン（Lasse Norman Hansen、1992年2月11日 - ）は、デンマーク、フォーボーグ出身の自転車競技選手。現在はチーム・クベカ・ネクストハッシュに所属。トラックレースのスペシャリストであり、2020東京オリンピックではマディソン、2016リオデジャネイロオリンピックではオムニアムで金メダルを獲得。そして世界選手権では2020年に団体追抜とマディソンで優勝している。
日本のメディアの中には、ラッセ・ノーマン・ハンセンと表記しているところもある。

## 来歴

### 2008年
- デンマーク選手権・ジュニア部門
  - スクラッチ 優勝
  - 個人追抜 優勝

### 2009年
- デンマーク選手権・ジュニア部門
  - 団体追抜 優勝
  - 個人タイムトライアル(ITT) 優勝
  - 個人ロードレース 優勝
  - 1㎞タイムトライアル(1㎞TT) 優勝
  - スクラッチ 優勝
- ニーダーザクセン・ルントファールト ジュニア部門 総合優勝

### 2010年
- ジュニア世界選手権自転車競技大会・個人追抜 優勝
- デンマーク選手権・ジュニア部門
  - 団体追抜 優勝
  - ITT 優勝
  - 1㎞TT 優勝
  - オムニアム 優勝

### 2011年
- デンマーク選手権
  - 個人追抜 優勝
  - 1kmTT 優勝
  - ポイントレース 優勝
  - U23部門・個人ロードレース 優勝

### 2012年
- トラックレース世界選手権・オムニアム 3位
- アン・ポスト・ラス（英語版） ステージ優勝（第7ステージ）
- ロンドンオリンピック・オムニアムでは、着順点27で優勝。同大会同種目初代優勝者となった。
- UCIトラックワールドカップ2012-2013
  - グラスゴー - 団体追抜 & 個人追抜 優勝

### 2013年
- コペンハーゲン6日間レース 優勝（with ミカエル・モルコフ）
- トラックレース世界選手権
  - 団体追抜3位
  - オムニアム 2位
- グランプリ・ハーニング 優勝
- ルント・ウム・デン・フィナンツプラッツ・エシュボルン＝フランクフルト・エスポワール 優勝
- ツール・ド・ベルリン　区間優勝（第2ステージ・個人タイムトライアル）
- デンマーク選手権・U23部門
  - 個人タイムトライアル(ITT) 優勝
  - 個人ロードレース 優勝

### 2015年
- ツアー・オブ・アルバータ（英語版）　区間優勝（第5ステージ）

### 2017年
- コペンハーゲン6日間レース 優勝（with ミカエル・モルコフ）
- ツール・ド・スイス　山岳賞

### 2018年
- ヘラルド・サン・ツアー　区間優勝（第1ステージ）
- ツアー・オブ・デンマーク　区間優勝（第1ステージ）

### 2019年
- ツアー・オブ・デンマーク　区間優勝（第3ステージ）
- UECトラックヨーロッパ選手権
  -  団体追抜 優勝
  -  マディソン 優勝（with ミカエル・モルコフ）
- UCIトラック世界選手権大会 団体追抜 3位

### 2020年
- UCIトラック世界選手権大会
  -  マディソン 優勝（with ミカエル・モルコフ）
  -  団体追抜 優勝

### 2021年
- 東京オリンピック  団体追抜 銀メダル
- 東京オリンピック  マディソン 金メダル（with ミカエル・モルコフ）